# Peyerimhoffiola galeata
Peyerimhoffiola galeata är en insektsart som beskrevs av Bergevin 1928. Peyerimhoffiola galeata ingår i släktet Peyerimhoffiola och familjen dvärgstritar. Inga underarter finns listade i Catalogue of Life.